# Saturn-Award-Verleihung 1986
Die 13. Saturn-Award-Verleihung fand am 28. Mai 1986 statt.
Erfolgreichste Produktionen mit je drei Auszeichnungen wurden Zurück in die Zukunft und Fright Night – Die rabenschwarze Nacht.

## Nominierungen und Gewinner

### Film
| Kategorie                    | Preisträger     | Film                                    | Nominierungen |
| ---------------------------- | --------------- | --------------------------------------- | --- |
| Bester Science-Fiction-Film  |                 | Zurück in die Zukunft                   | Cocoon Enemy Mine – Geliebter Feind Mad Max – Jenseits der Donnerkuppel James Bond 007 – Im Angesicht des Todes |
| Bester Horrorfilm            |                 | Fright Night – Die rabenschwarze Nacht  | Lifeforce – Die tödliche Bedrohung Nightmare II – Die Rache Re-Animator Verdammt, die Zombies kommen |
| Bester Fantasyfilm           |                 | Der Tag des Falken                      | The Purple Rose of Cairo Remo – unbewaffnet und gefährlich Oz – Eine fantastische Welt Das Geheimnis des verborgenen Tempels |
| Beste Regie                  | Ron Howard      | Cocoon                                  | Robert Zemeckis für Zurück in die Zukunft Tom Holland für Fright Night – Die rabenschwarze Nacht George Miller für Mad Max – Jenseits der Donnerkuppel Woody Allen für The Purple Rose of Cairo Dan O’Bannon für Verdammt, die Zombies kommen |
| Bestes Drehbuch              | Tom Holland     | Fright Night – Die rabenschwarze Nacht  | Tom Benedek für Cocoon Terry Hayes & George Miller für Mad Max – Jenseits der Donnerkuppel Woody Allen für The Purple Rose of Cairo Chris Columbus für Das Geheimnis des verborgenen Tempels                                                  |
| Beste Spezialeffekte         | Kevin Pike      | Zurück in die Zukunft                   | The L.A. Effects Group für Phantom-Kommando Bruce Nicholson & Ralph Winter für Explorers – Ein phantastisches Abenteuer Richard Edlund für Fright Night – Die rabenschwarze Nacht Apogee, Inc. für Lifeforce – Die tödliche Bedrohung         |
| Beste Musik                  | Bruce Broughton | Das Geheimnis des verborgenen Tempels   | Alan Silvestri für Zurück in die Zukunft Maurice Jarre für Die Braut James Horner für Cocoon Andrew Powell für Der Tag des Falken |
| Bestes Kostüm                | Naná Cecchi     | Der Tag des Falken                      | Deborah Lynn Scott für Zurück in die Zukunft Shirley Russell für Die Braut Norma Moriceau für Mad Max – Jenseits der Donnerkuppel Raymond Hughes für Oz – Eine fantastische Welt                                                              |
| Bestes Make-Up               | Tom Savini      | Zombie 2                                | Chris Walas für Enemy Mine – Geliebter Feind Rob Bottin für Explorers – Ein phantastisches Abenteuer Anthony Doublin, John Naulin & John Carl Buechler für Re-Animator William Munns für Verdammt, die Zombies kommen                         |
| Bester Hauptdarsteller       | Michael J. Fox  | Zurück in die Zukunft                   | Hume Cronyn für Cocoon Louis Gossett Jr. für Enemy Mine – Geliebter Feind Chris Sarandon für Fright Night – Die rabenschwarze Nacht James Karen für Verdammt, die Zombies kommen                                                              |
| Beste Hauptdarstellerin      | Coral Browne    | Das wahre Leben der Alice im Wunderland | Jessica Tandy für Cocoon Michelle Pfeiffer für Der Tag des Falken Glenn Close für Maxie Mia Farrow für The Purple Rose of Cairo |
| Bester Nebendarsteller       | Roddy McDowall  | Fright Night – Die rabenschwarze Nacht  | Crispin Glover für Zurück in die Zukunft Christopher Lloyd für Zurück in die Zukunft Ian Holm für Das wahre Leben der Alice im Wunderland Joel Grey für Remo – unbewaffnet und gefährlich                                                     |
| Beste Nebendarstellerin      | Anne Ramsey     | Die Goonies                             | Lea Thompson für Zurück in die Zukunft Gwen Verdon für Cocoon Ruth Gordon für Maxie Grace Jones für James Bond 007 – Im Angesicht des Todes                                                                                                   |
| Bester Nachwuchsschauspieler | Barret Oliver   | D.A.R.Y.L. – Der Außergewöhnliche       | Amelia Shankley für Das wahre Leben der Alice im Wunderland Jeff Cohen für Die Goonies Fairuza Balk für Oz – Eine fantastische Welt Ilan Mitchell-Smith für L.I.S.A. – Der helle Wahnsinn                                                     |

### Ehrenpreise
| Kategorie                 | Preisträger   | Film                     | Nominierungen |
| ------------------------- | ------------- | ------------------------ | ------------- |
| George Pal Memorial Award | Charles Band  |                          |               |
| Life Career Award         | Vincent Price |                          |               |
| President’s Award         | Woody Allen   | The Purple Rose of Cairo |               |